# 华为Mate 8
Huawei Mate 8是华为在2015年11月推出的一款高端Android智能手机。
作为华为Mate7的后续版本，Mate8继承了Mate7的设计风格，仅在细节方面有些许调整，同样采用了6.0英寸的全高清显示屏以及2.5D弧面玻璃，并搭载了海思Kirin950芯片和Android 6.0操作系统。

## 颜色
| 顏色 | 名稱   | 備註 |
| ---- | ------ | ---- |
|      | 摩卡金 |      |
|      | 香槟金 |      |
|      | 月光银 |      |
|      | 苍穹灰 |      |